# Biểu tình phản đối Donald Trump
Các cuộc phản đối chống lại Donald Trump đã xảy ra trên khắp nước Mỹ trong năm 2015 và 2016 trong chiến dịch tranh cử tổng thống Hoa Kỳ 2016 và sau chiến thắng của Trump.
Trong chiến dịch tranh cử tổng thống của ông, những người biểu tình đôi khi dược dẫn đầu bởi các nhà hoạt động, người tổ chức cuộc biểu tình bên trong các đại hội của Trump, đôi khi có kêu gọi chấm dứt các mit tinh lớn này, và bị thúc đẩy bởi ngôn ngữ gây kích động được sử dụng bởi Trump, những người phản đối bắt đầu tham dự các cuộc biểu tình của mình trưng bày những biểu ngữ và làm gián đoạn các nghi lễ.
Theo sau Trump chiến thắng trong cuộc bầu cử tổng thống, sinh viên và các nhà hoạt động có tổ chức các cuộc phản đối lớn tại một số thành phố lớn trên khắp Hoa Kỳ, với hàng trăm ngàn người Mỹ tham gia. Các cuộc tranh luận xung quanh hệ thống đại cử tri Hoa Kỳ xảy ra sau cuộc bầu cử kể từ khi bà Hillary Clinton đã thắng phiếu phổ thông, mặc dù chỉ ở một biên độ nhỏ. Những người gièm pha hệ thống tuyên bố rằng phiếu phổ thông đại diện cho cả quốc gia như một toàn thể, trong khi những người ủng hộ bảo thủ của hệ thống đại cử tri cho là hệ thống này có hiệu quả vì nó ngăn chặn các ứng viên không chỉ tập trung vào các khu vực đô thị lớn để kiếm phiếu. Những người biểu tình phản đối hệ thống đại cử tri và hỗ trợ các phiếu phổ thông hô vang, rằng Trump "không phải là tổng thống của tôi" (not my president), với một số kêu gọi thẳng, đòi ám sát tổng thống được bầu.

## Nguyên nhân
Trong cuộc bầu cử Tổng thống Hoa Kỳ, 2016, Ứng cử viên Đảng Cộng hòa Donald Trump bất ngờ chiến thắng trước bà Hillary Clinton của Đảng Dân chủ với số phiếu Đại cử tri áp đảo nhưng lại thua đến khoảng 1 triệu phiếu phổ thông.
Trước đó, ông Trump được coi là một ứng viên phân biệt tôn giáo, cực đoan, thiếu tôn trọng phụ nữ và nhiều chính sách bảo thủ và dân túy nên việc ông này chiến thắng trở nên khó chấp nhận.

## Phản đối hậu bầu cử

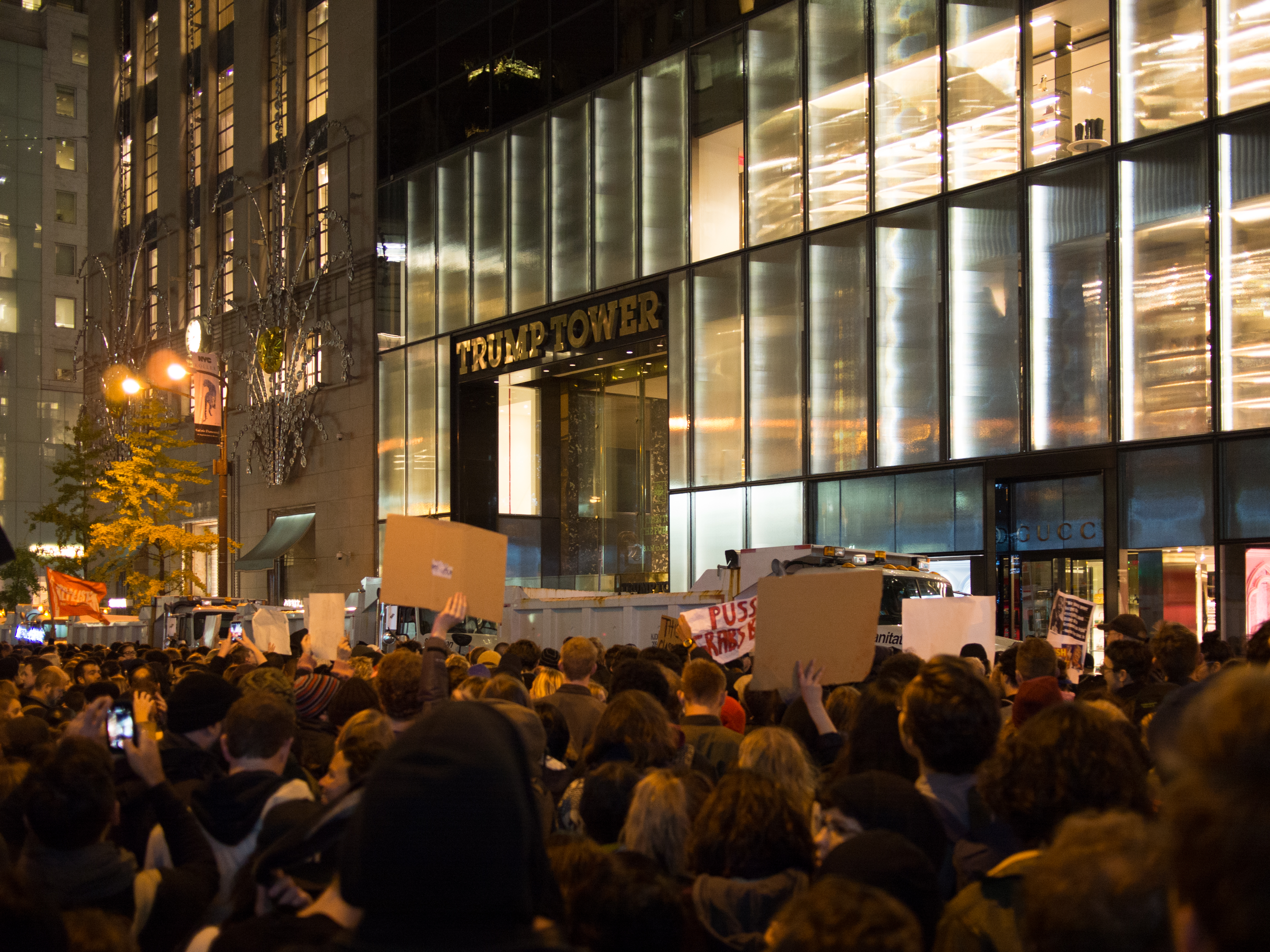
Một cuộc phản đối lớn được hình thành ngày 9 tháng 11 kéo dài nhiều dãy nhà dọc theo đại lộ Manhattan's 5th, tập trung vào Trump Tower.

Sau thông báo chiến thắng của Trump về cuộc bầu cử tổng thống Hoa Kỳ 2016, các cuộc biểu tình lớn bùng nổ ra trên khắp Hoa Kỳ, với sự phản đối quốc tế diễn ra tại Philippines, Anh, Đức, Canada và Bỉ. Những người phản đối giơ cao khẩu hiệu và hô vang "Không phải tổng thống của tôi". Phong trào được tổ chức trên Twitter với hashtags # Anti-trump và #NotMyPresident.
Ngày 9 tháng 11 năm 2016, đơn kiến nghị được lập trên trang web change.org, sau khi Donald Trump đắc cử tổng thống. Đơn kêu gọi Đại cử tri Đoàn bỏ qua kết quả bầu cử vừa rồi và trực tiếp bỏ phiếu bầu cho bà Hillary Clinton làm tổng thống. Tính đến ngày 11 tháng 11 năm 2016, đã có hơn 2,4 triệu người ký vào đơn này.

### Tháng 11

#### Ngày 9 tháng 11
Các cuộc phản đối xảy ra tại các thành phố dưới đây:
- Atlanta, Georgia[51]
- Ann Arbor, Michigan[52]
- Chicago, Illinois,những người phản đối chận cổng vào Trump International Hotel and Tower[53][54][55][56]
- Cleveland, Ohio[57]
- Dallas, Texas[58]
- Des Moines, Iowa[59]
- Detroit, Michigan[60]
- Houston, Texas[61]
- Las Vegas, Nevada[62]
- Los Angeles, California[63]
- Miami, Florida[64]
- Oakland, California[65]
- Omaha, Nebraska[66]
- Philadelphia, Pennsylvania[67]
- Phoenix, Arizona[68]
- Portland, Maine[69]
- Portland, Oregon[70]
- Reno, Nevada[71]
- Richmond, Virginia[72]
- San Diego, California[73]
- San Francisco, California[65]
- San Jose, California[73]
- Salt Lake City, Utah[74]
- Seattle, Washington[63]
- Washington, D.C.[75]
- Winston-Salem, North Carolina[76]

- Phản đối chung quanh Trump Tower Chicago vào ngày 9 tháng 11 năm 2016
- Phản đối ở Oakland, California
- Phản đối ở University of California, Los Angeles
- Phản đối ở Austin, Texas

Phản đối cũng xảy ra tại một số các đại học khác nhau, bao gồm:
- Arizona State University[77]
- California State University, Channel Islands[78]
- Chapman University[79]
- Hampshire College[80]
- Illinois State University[81]
- University of California, Davis[82]
- University of California, Santa Cruz[83]
- University of Kentucky[84]
- University of Michigan[85]
- University of Pittsburgh[86]

Học sinh trường trung học và sinh viên đại học bước ra khỏi lớp để phản đối. Các cuộc biểu tình xảy ra yên bình hầu hết ở mọi nơi, mặc dù trong một số cuộc biểu tình đã được cho nổi lửa, đốt cháy cờ, nhiều người la lên những câu khiếm nhã về Trump, và một Trump Pinata đã bị đốt cháy. Một số người nổi tiếng như Madonna, Cher và Lady Gaga đã tham gia phản đối ở New York. Một số người biểu tình chặn đường cao tốc ở Los Angeles và Portland, Oregon và bị giải tán bởi cảnh sát trong những giờ đầu vào buổi sáng. Trong một số thành phố các người phản đối đã bị giải tán bằng đạn cao su, bình xịt hơi cay và các túi đậu bắn bởi cảnh sát. Trong khi các cuộc biểu tình kết thúc lúc 3:00 ở New York, có những lời kêu gọi tiếp tục biểu tình trong những ngày tới.

#### Ngày 10 tháng 11
Các cuộc phản đối xảy ra tại các thành phố dưới đây:
- Ann Arbor, Michigan[52]
- Atlanta, Georgia[99]
- Baltimore, Maryland[100]
- Berkeley, California[101]
- Boise, Idaho[102]
- Charlotte, North Carolina[103]
- Chicago, Illinois[104]
- Columbus, Ohio[105]
- Dallas, Texas[58]
- Denver, Colorado[106]
- Detroit, Michigan[107]
- Fargo, North Dakota[108]
- Grand Rapids, Michigan[109]
- Greensboro, North Carolina[110]
- Hampton, Virginia[111]
- Houston, Texas[112]
- Louisville, Kentucky[113]
- Los Angeles, California[114]
- Madison, Wisconsin[115]
- Milwaukee, Wisconsin[116]
- Minneapolis, Minnesota[117]
- New Orleans, Louisiana[118]
- New York City, New York[119]
- Oakland, California[114]
- Philadelphia, Pennsylvania[120]
- Pittsburg, California[104]
- Portland, Oregon[121]
- Richmond, Virginia[72]
- San Francisco, California[114]
- Santa Ana, California[122]
- Santa Rosa, California[123]
- Tampa, Florida[124]

Phản đối cũng xảy ra tại một số các đại học khác nhau, bao gồm:
- Emory & Henry College[125]
- San Diego State University[126]
- Texas State University[48]
- University of California, Los Angeles[127]
- University of California, Santa Barbara[128]
- University of Minnesota[129]
- University of Southern California[127]
- University of Tennessee.[130]
- University of Wisconsin, Eau Claire[131]

#### Ngày 11 tháng 11
Các cuộc phản đối xảy ra tại các thành phố dưới đây:
- Anchorage, Alaska[132]
- Asheville, North Carolina[133]
- Atlanta, Georgia[134]
- Bakersfield, California[135]
- Burlington, Vermont[136]
- Columbia, South Carolina[137]
- Columbus, Ohio[138]
- Dallas, Texas[139]
- Dayton, Ohio[140]
- Denver, Colorado[141]
- Des Moines, Iowa[142]
- El Paso, Texas[143]
- Eugene, Oregon[144]
- Fort Worth, Texas[145]
- Grand Rapids, Michigan[146]
- Iowa City, Iowa[147]
- Kansas City, Missouri[148]
- Los Angeles, California[149]
- Memphis, Tennessee[150]
- Miami, Florida[151]
- Minneapolis, Minnesota[152]
- Nashville, Tennessee[153]
- New Haven, Connecticut[154]
- New York, New York[119]
- Norfolk, Virginia[155]
- Olympia, Washington[156]
- Omaha, Nebraska[157]
- Orlando, Florida[154]
- Portland, Oregon[158]
- Raleigh, North Carolina[159]
- Richmond, Virginia[160]
- Rochester, New York[161]
- Royal Oak, Michigan[162]
- San Antonio, Texas[163]
- San Diego, California[164]
- Santa Cruz, California[165]

Phản đối cũng xảy ra tại một số các đại học khác nhau, bao gồm:
- Columbia University[166]
- Ohio State University[167]
- Rutgers University[168]
- State University of New York at New Paltz[169]
- Syracuse University[170]
- Texas State University[171]
- University of Massachusetts Amherst[172][173]
- University of Maryland, Baltimore County[174]
- University of Miami[151]
- University of North Carolina, Greensboro[175]
- University of North Carolina, Wilmington[176]
- University of Pacific[177]
- University of Rochester[178]
- Vanderbilt University[179]
- Virginia Commonwealth University[180]
- Wayne State University[181]
- Wesleyan University[182]

#### Ngày 12 tháng 11
- Albany, New York[183]
- Bend, Oregon[184]
- Berkeley, California[185]
- Birmingham, Alabama[186]
- Boise, Idaho[187]
- Charleston, South Carolina[188]
- Chattanooga, Tennessee[189]
- Cincinnati, Ohio[190]
- Fresno, California[191]
- Indianapolis, Indiana[192]
- Knoxville, Tennessee[193]
- Las Vegas, Nevada[194]
- Lexington, Kentucky[195]
- Long Beach, California[196]
- Manchester, New Hampshire[197]
- Melbourne, Florida[198]
- Mobile, Alabama[199]
- Olympia, Washington[200]
- Palm Springs, California[201]
- Phoenix, Arizona[202]
- Portland, Maine[203]
- Portland, Oregon[204]
- Providence, Rhode Island[205]
- Salt Lake City, Utah[206]
- San Antonio, Texas[207]
- San Luis Obispo, California[208]
- Santa Fe, New Mexico[209]
- Tempe, Arizona[204]
- Tucson, Arizona[210]
- Toledo, Ohio[190]
- Washington, D.C.[211][212]
- Worcester, Massachusetts[213]

#### Ngày 13 tháng 11
- Austin, Texas[214]
- Berkeley, California[215]
- Buffalo, New York[216]
- Chicago, Illinois[217]
- Colorado Springs, Colorado[218]
- Denver, Colorado[219]
- Durango, Colorado[220]
- Erie, Pennsylvania[221]
- Fort Collins, Colorado[222]
- Fort Lauderdale, Florida[221]
- Honolulu, Hawaii[223]
- Los Angeles, California[221]
- Manchester, New Hampshire[224]
- Miami, Florida[225]
- New Haven, Connecticut[221][226]
- New York City, New York[221]
- Oakland, California[221][227][228]
- Philadelphia, Pennsylvania[221][229]
- Pittsburgh, Pennsylvania[230]
- Royal Oak, Michigan[231]
- Sacramento, California[228][232]
- St. Louis, Missouri[233]
- St. Petersburg, Florida[234]
- Santa Ana, California[228]
- San Francisco, California[221][228]
- Springfield, Massachusetts[221][235]
- Tulsa, Oklahoma[229]
- Wichita, Kansas[236]